# Sun I-wen
Sun I-wen (čínsky pchin-jinem Sūn Yīwén, znaky 孙一文; * 17. června 1992, Čchi-sia, Čína) je čínská sportovní šermířka, která se specializuje na šerm kordem. Čínu reprezentuje od druhého desetiletí jednadvacátého století. Na olympijských hrách startovala v roce 2016 v soutěži jednotlivkyň a družstev. V soutěži jednotlivkyň získala na olympijských hrách 2016 bronzovou olympijskou medaili. S čínským družstvem kordistek vybojovala na olympijských hrách 2012 zlatou olympijskou medaili a v roce 2015 vybojovala s družstvem titul mistryň světa.